# Saint-Gourgon
Saint-Gourgon és un municipi francès, situat al departament del Loir i Cher i a la regió de Centre – Vall del Loira. L'any 2007 tenia 122 habitants.

## Demografia

### Població
El 2007 la població de fet de Saint-Gourgon era de 122 persones. Hi havia 50 famílies, de les quals 12 eren unipersonals (8 homes vivint sols i 4 dones vivint soles), 21 parelles sense fills i 17 parelles amb fills.
La població ha evolucionat segons el següent gràfic:
Habitants censats

### Habitatges
El 2007 hi havia 62 habitatges, 51 eren l'habitatge principal de la família, 3 eren segones residències i 8 estaven desocupats. Tots els 62 habitatges eren cases. Dels 51 habitatges principals, 41 estaven ocupats pels seus propietaris i 9 estaven llogats i ocupats pels llogaters; 1 tenia una cambra, 4 en tenien dues, 16 en tenien tres, 12 en tenien quatre i 18 en tenien cinc o més. 47 habitatges disposaven pel capbaix d'una plaça de pàrquing. A 13 habitatges hi havia un automòbil i a 28 n'hi havia dos o més.

### Piràmide de població
La piràmide de població per edats i sexe el 2009 era:
| Homes | Edats   | Dones |
| ----- | ------- | ----- |
| 0     | 95 o +  | 0     |
| 0     | 90 a 94 | 0     |
| 8     | 85 a 89 | 0     |
| 0     | 80 a 84 | 0     |
| 4     | 75 a 79 | 0     |
| 4     | 70 a 74 | 4     |
| 0     | 65 a 69 | 16    |
| 4     | 60 a 64 | 8     |
| 0     | 55 a 59 | 4     |
| 8     | 50 a 54 | 0     |
| 0     | 45 a 49 | 0     |
| 0     | 40 a 44 | 8     |
| 4     | 35 a 39 | 0     |
| 8     | 30 a 34 | 4     |
| 0     | 25 a 29 | 12    |
| 4     | 20 a 24 | 0     |
| 4     | 15 a 19 | 8     |
| 0     | 10 a 14 | 0     |
| 8     | 5 a 9   | 4     |
| 0     | 0 a 4   | 4     |

## Economia
El 2007 la població en edat de treballar era de 59 persones, 50 eren actives i 9 eren inactives. De les 50 persones actives 48 estaven ocupades (25 homes i 23 dones) i 2 estaven aturades (2 dones i 2 dones). De les 9 persones inactives 6 estaven jubilades i 3 estaven classificades com a «altres inactius».

### Ingressos
El 2009 a Saint-Gourgon hi havia 50 unitats fiscals que integraven 126,5 persones, la mediana anual d'ingressos fiscals per persona era de 16.696 €.

### Activitats econòmiques
Dels 4 establiments que hi havia el 2007, 1 era d'una empresa extractiva, 1 d'una empresa de construcció i 2 d'empreses de comerç i reparació d'automòbils.
Dels 2 establiments de servei als particulars que hi havia el 2009, 1 era un taller de reparació d'automòbils i de material agrícola i 1 lampisteria.
L'any 2000 a Saint-Gourgon hi havia 12 explotacions agrícoles que ocupaven un total de 768 hectàrees.

## Poblacions més properes
El següent diagrama mostra les poblacions més properes.